# Mimi Jakobsen
Mimi Vibeke Jakobsen (ur. 19 listopada 1948 w Kopenhadze) – duńska polityk i filolog, długoletnia parlamentarzystka i minister, w latach 1989–2005 przewodnicząca Centrum-Demokraterne.

## Życiorys
Ukończyła szkołę średnią w gminie Gladsaxe, następnie studiowała fonetykę i germanistykę na Uniwersytecie Kopenhaskim. W latach 1975–1978 pracowała na tej uczelni.
Zaangażowała się w działalność polityczną w ramach partii Centrum-Demokraterne, którą założył jej ojciec Erhard Jakobsen. W 1974 uzyskała mandat radnej w gminie Gladsaxe. W 1977 po raz pierwszy została wybrana do Folketingetu. Mandat poselski utrzymywała w kolejnych wyborach w 1979, 1981, 1984, 1987, 1988, 1990, 1994 i 1998, zasiadając w duńskim parlamencie do 2001. W rządach Poula Schlütera sprawowała urzędy ministra kultury (od września 1982 do marca 1986), ministra spraw społecznych (od marca 1986 do czerwca 1988) i ministra ds. Grenlandii (we wrześniu 1987). W gabinetach kierowanych przez Poula Nyrupa Rasmussena była ministrem ds. koordynacji i przemysłu (od stycznia 1993 do lutego 1994) oraz ministrem ds. biznesu (od lutego 1994 do września 1996).
W międzyczasie w 1989 zastąpiła swojego ojca na stanowisku przewodniczącego partii, stając się pierwszą w Danii kobietą kierującą parlamentarnym ugrupowaniem politycznym. W 2001 jej ugrupowanie znalazło się poza parlamentem. Mimi Jakobsen została sekretarzem generalnym duńskiego oddziału organizacji Save the Children. W 2005 po kolejnej porażce wyborczej CD zrezygnowała z kierowania partią, a w 2006 ogłosiła swój akces do socjaldemokratów.
Odznaczona m.in. Komandorią (1984) i Komandorią I stopnia (1997) Orderu Danebroga.